# کائورو سوگیتا
کائورو سوگیتا (انگلیسی: Kaoru Sugita; ۲۷ نوامبر ۱۹۶۴ – ) بازیگر، خوانندگی اهل ژاپن بود.
از فیلم‌ها یا برنامه‌های تلویزیونی که وی در آن نقش داشته‌است می‌توان به مرده یا زنده، او! اوکو اشاره کرد.